# 小口川ダム
小口川ダム（おぐちがわダム）は、富山県富山市、一級河川・常願寺川水系小口川に建設されたダム。高さ72メートルの重力式コンクリートダムで、北陸電力の発電用ダムである。同社の水力発電所・有峰（ありみね）第三発電所に送水し、最大2万キロワットの電力を発生する。

## 歴史
昭和30年代、北陸電力は常願寺川有峰発電計画 (JAP) を推進。常願寺川水系和田川の源流に有峰ダムを完成させ、戦後の復興と高度経済成長を支えた。昭和50年代になると冷房の普及により、夏期の昼間に消費される電力量が増大。これをまかなうべく、北陸電力は既存の有峰ダム再開発事業に着手した。
昭和30年代における開発では、有峰ダムから和田川右岸に沿って水路を伸ばし、まず和田川第一発電所・和田川第二発電所で合計最大13万8,000キロワット（現在14万9,000キロワット）の電力を発生。さらに和田川第二発電所の放流水を新中地山ダムで再度取水し、新中地山発電所にて最大7万3,000キロワット（現在7万4,000キロワット）の電力を発生させていた。これを右岸ルートと呼ぶ。これに対して今回増設される左岸ルートは、有峰ダム左岸に増設する取水口から和田川左岸に沿って水路を伸ばし、有峰第一発電所・有峰第二発電所で合計最大38万キロワット（現在38万5,000キロワット）の電力を発生するものである。
いずれの開発においても電気が大量に消費される時間帯に集中して発電することを主眼に置いて計画されているため、こうした運用に伴う下流河川の増減水を抑える逆調整池が必要となる。右岸ルートにおいては小俣ダムがその役割を担っていたが、今回左岸ルートの増設に伴い、小俣ダムの上流に左岸ルート専用の逆調整池として小口川ダムが増設されることになった。小口川ダムの建設工事は1977年（昭和52年）に着工。1981年（昭和56年）に完成し、同年4月2日に湛水開始した。

## 周辺
有峰林道・水須連絡所を過ぎると小口川ダムである。当地は有料道路区間内にあるため、所定の通行料金を支払う必要がある。ダム直下には小口川神社や小口川記念館がある。記念館内をのぞくと上流の小口川第三発電所で使用されていた揚水ポンプが安置されており、屋外には同じく小口川第三発電所で使用されていたジョンソンバルブや、熊野川第三発電所で使用されていた水圧鉄管が展示されている。
小口川ダムの直下に有峰第三発電所がある。人工の地下空間内に発電所を設けた地下式発電所であり、その施工には新オーストリアトンネル工法 (NATM) を採用。一般的なトンネルと同様、天井が低く横方向に長い空間内に横軸フランシス水車発電機が1台設置された。小口川ダム建設工事のうちコンクリート打設作業におけるタワークレーンの採用など、昭和30年代に比べ随所に土木建築技術の進歩が見られた。

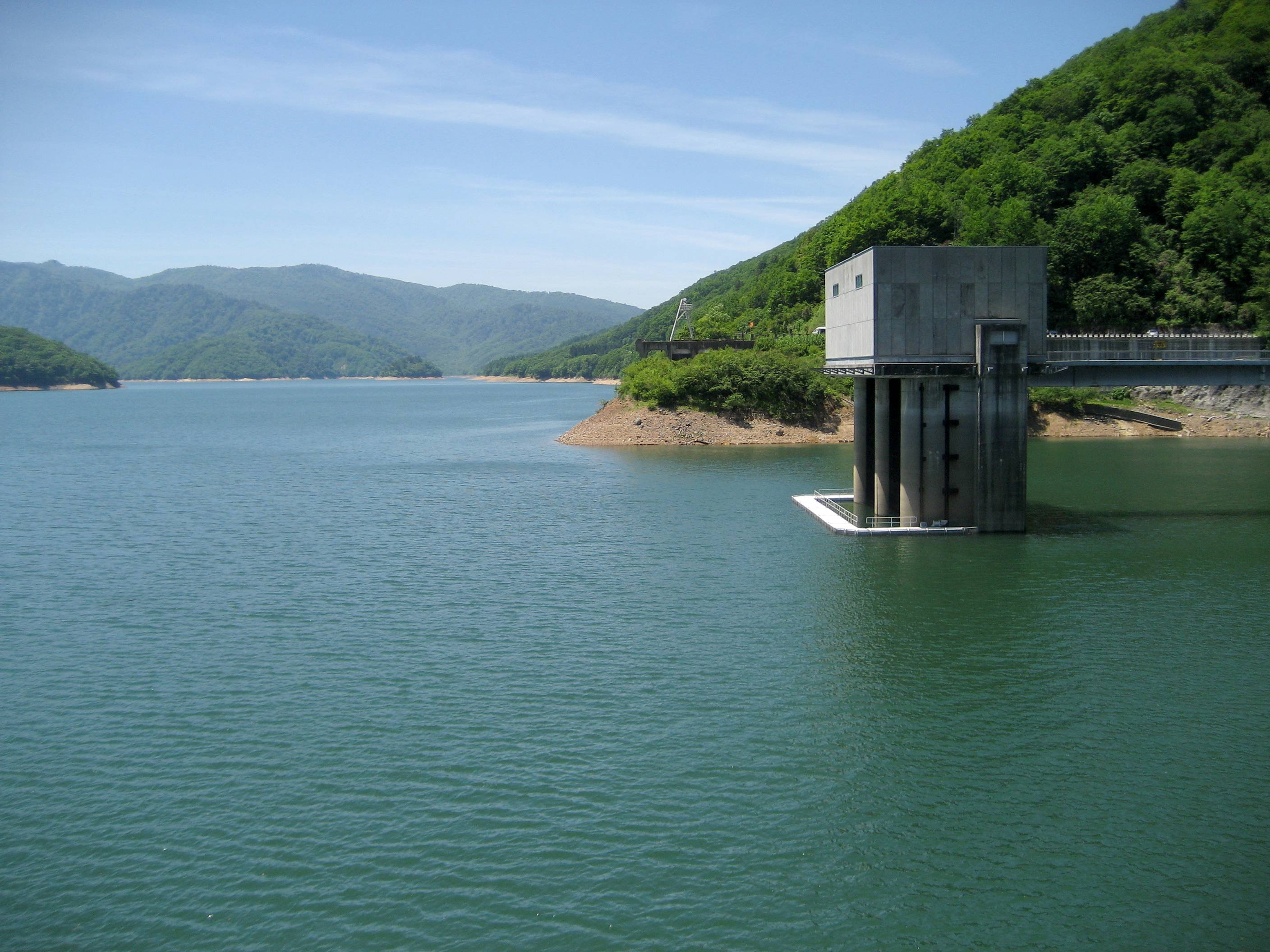
有峰第一発電所取水口（有峰ダム）
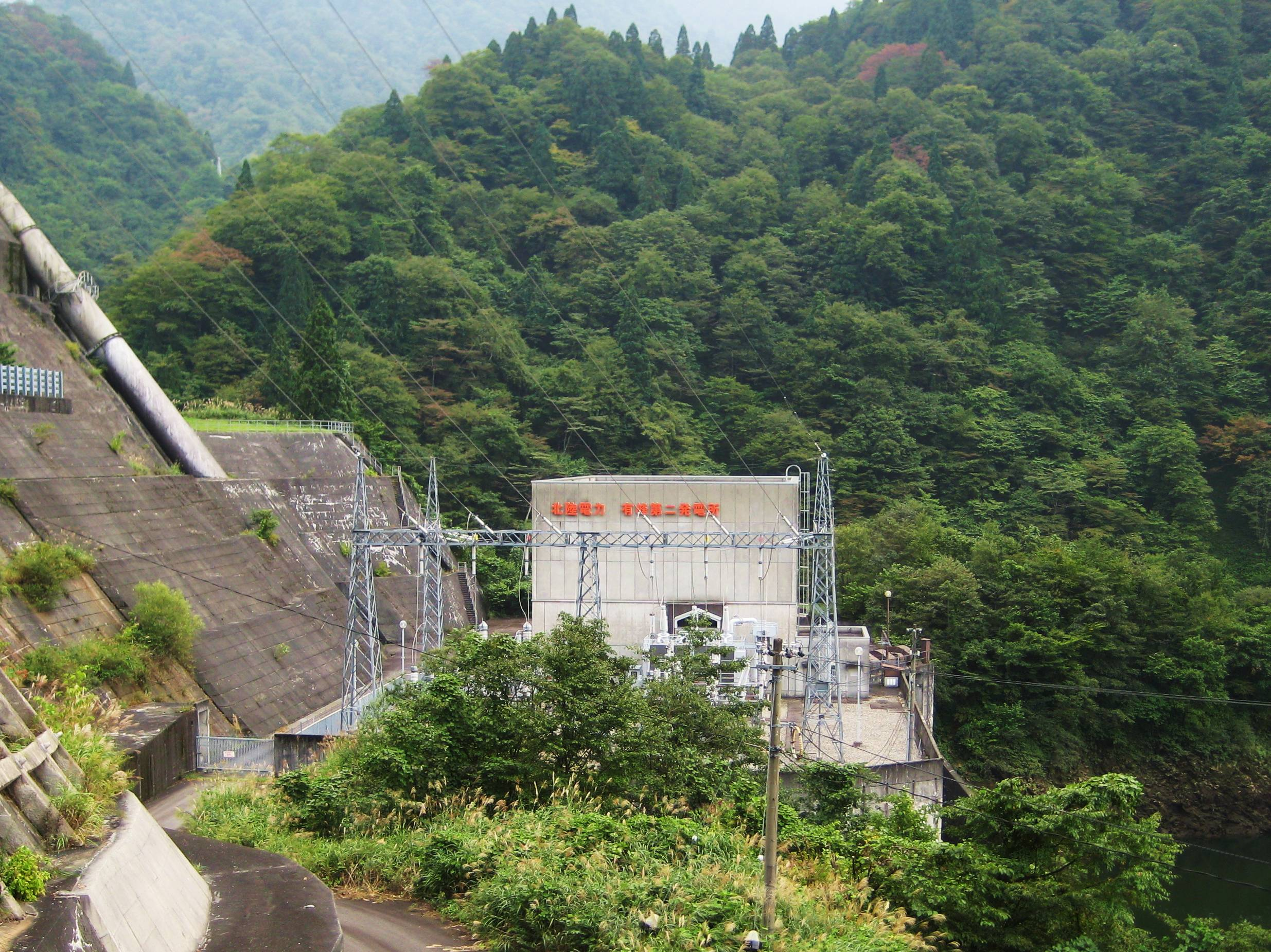
有峰第二発電所
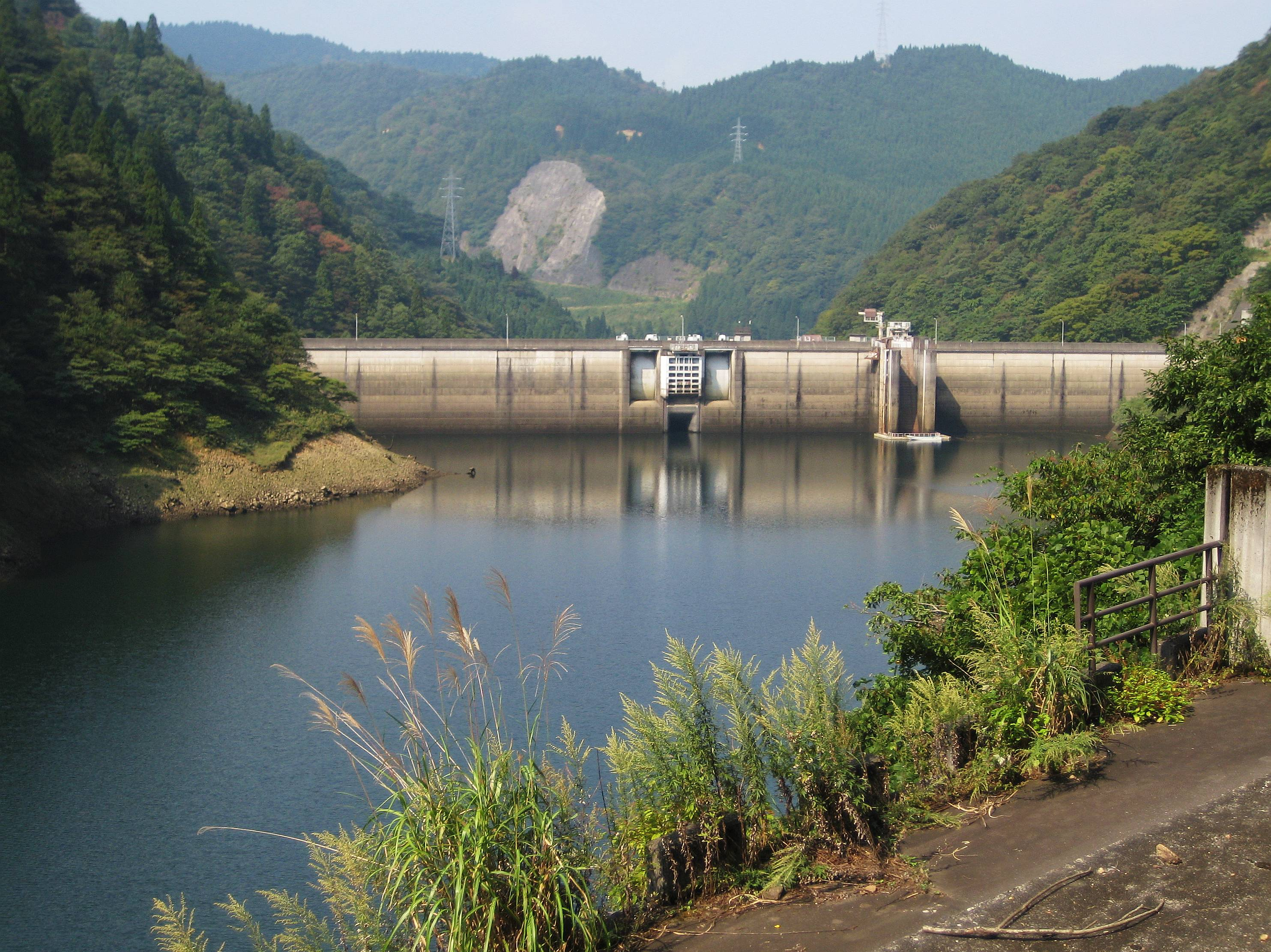
小口川ダム湖
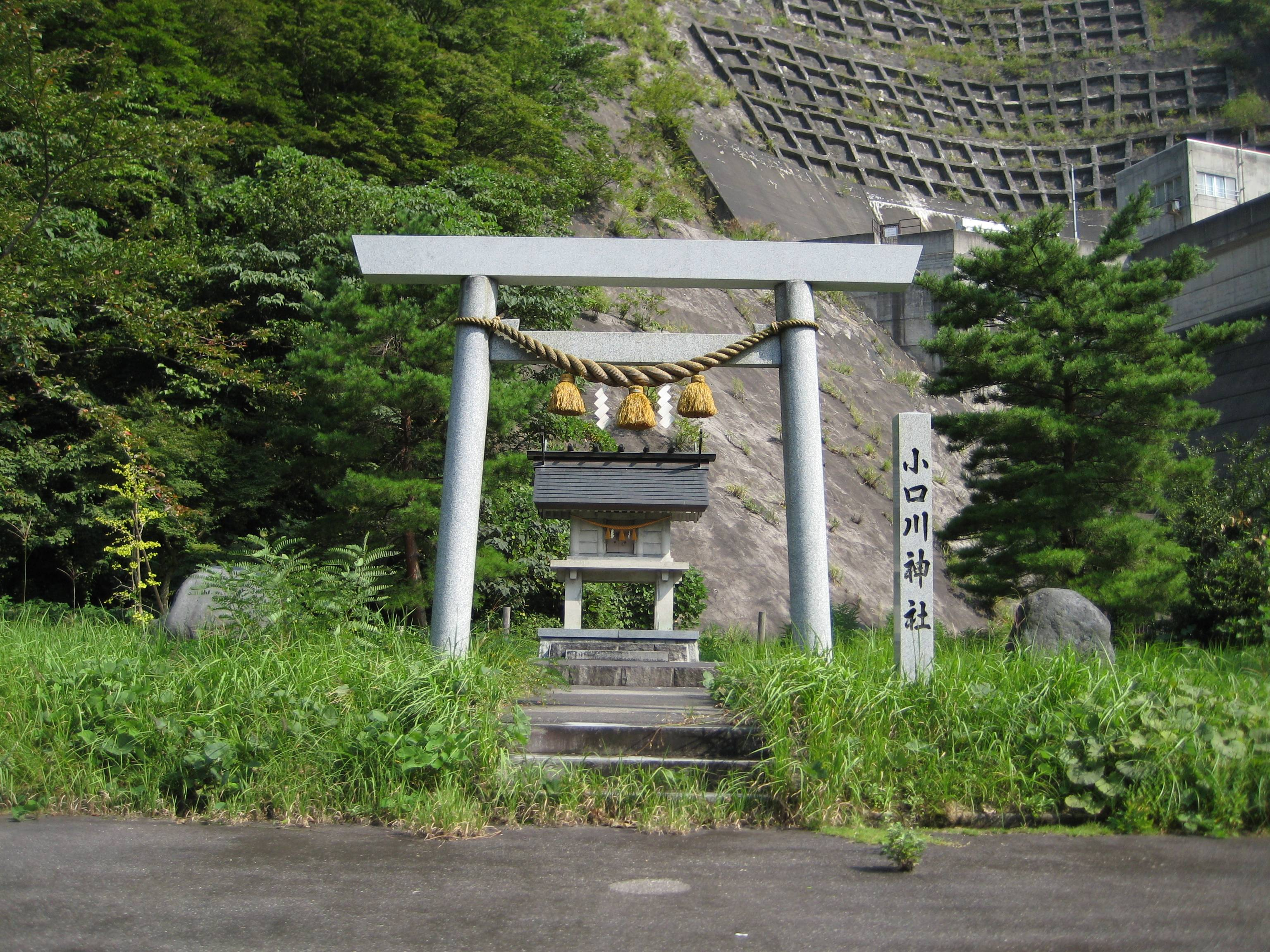
小口川神社
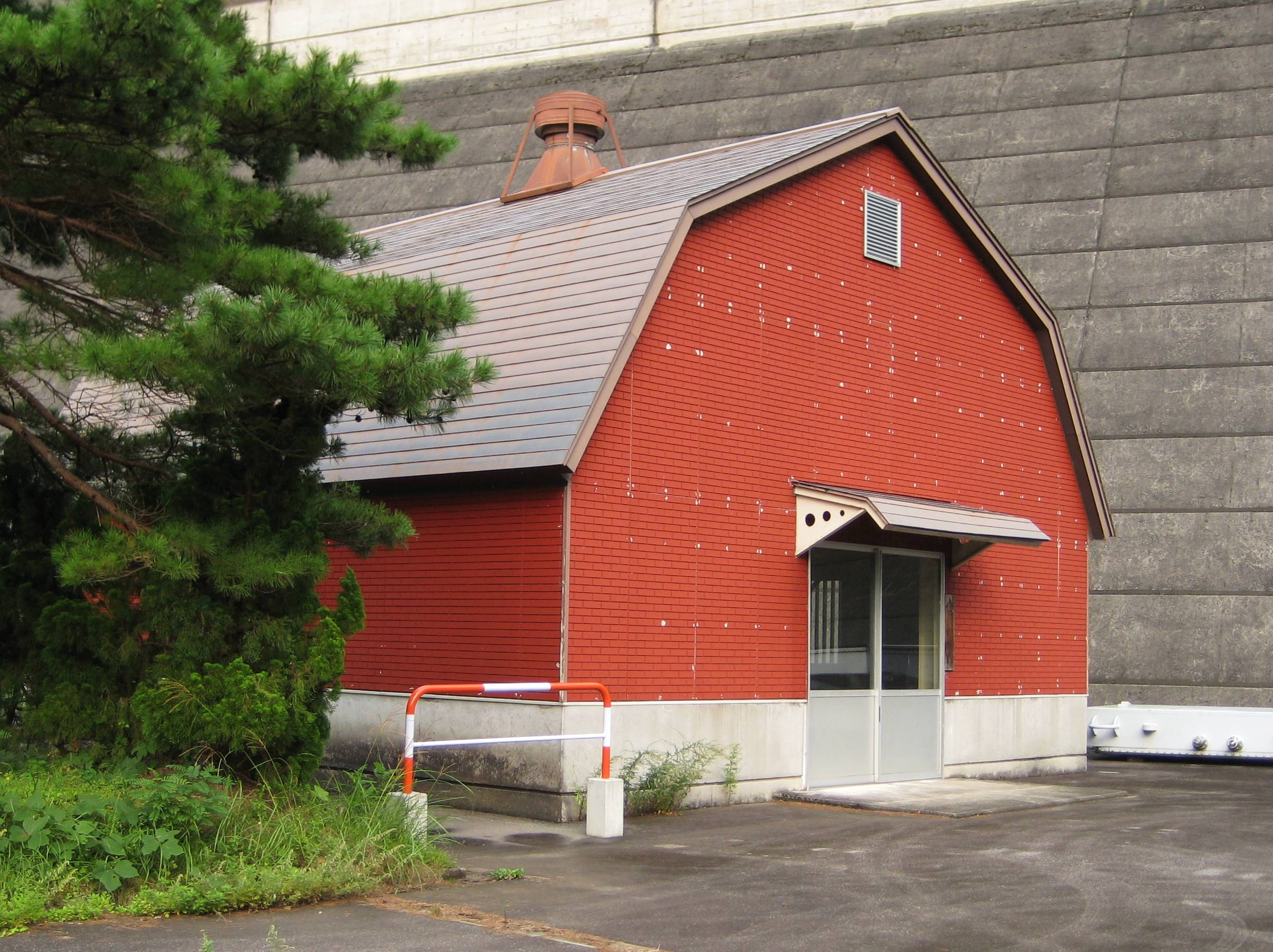
小口川記念館
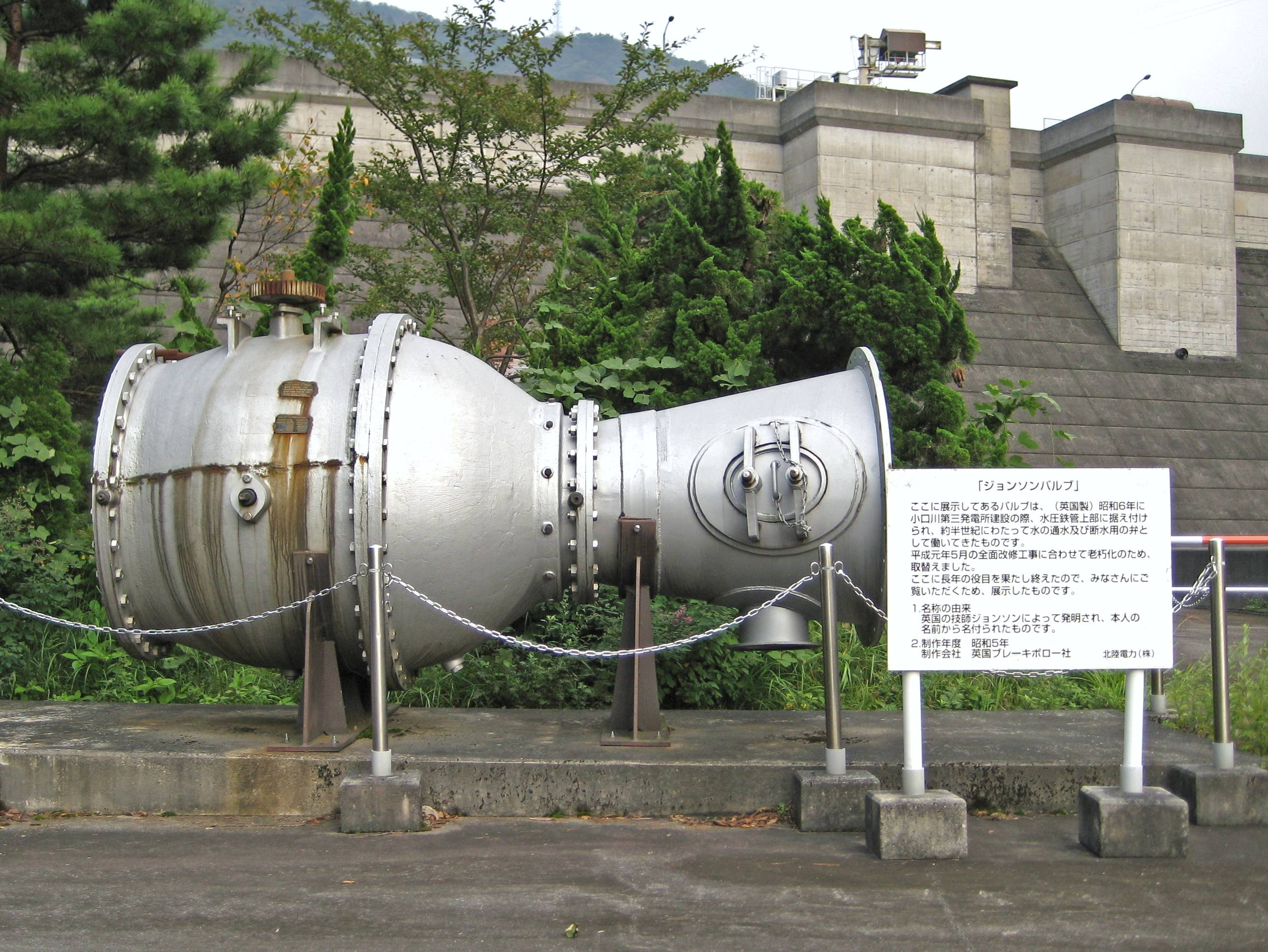
小口川第三発電所向けジョンソンバルブ
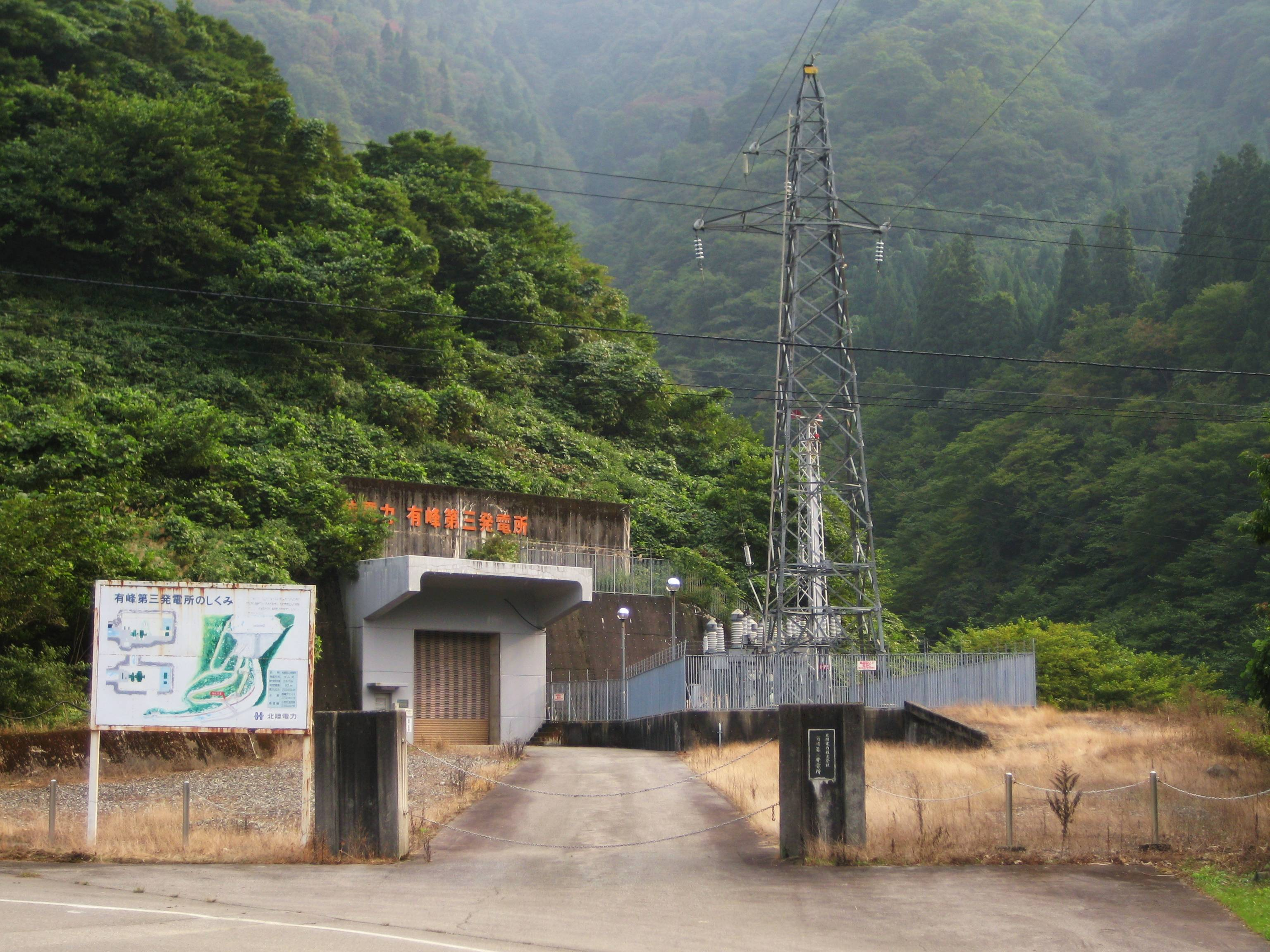
有峰第三発電所